# 台灣省全省美術展覽會
臺灣全省美術展覽會，簡稱全省美展或省展，曾為台灣規模最大的美術展覽會，目前已停辦，中止於第六十屆。
現在已與往昔三年一度的全國美術展覽會整併為全國美術展（簡稱全國美展）與臺灣美術雙年展，現由國立台灣美術館主辦。

## 歷史
- 1945年日本在第二次世界大戰中戰敗，中華民國接管臺灣。當時任台灣省行政長官公署諮議的畫家楊三郎與郭雪湖，有鑒於日治時期台灣大型美術展覽會「府展」因戰事蔓延到台灣而中斷，如今戰爭結束，擬恢復美術展覽會的設置。遂向當局建議籌辦「台灣省全省美術展覽會」獲准。
- 1946年10月22日第一屆全省美展於台北市中山堂舉行，分為國畫、西畫、雕塑三部。
- 1948年第3屆省展，恰值博覽會舉行，因此與博覽會合併展覽，並於介壽館樓上為會場展出，同時並舉行「台灣美術回顧展覽會」。
- 1957年第12屆起，改於臺灣省立臺中圖書館展出。
- 1978年第32屆省展元旦於臺灣省立博物館展出，另有落選者於台北車站前商業大樓「台北商業廣場」舉行「落選展」抗議省展評審不公。
- 1980年第34屆起，由地方政府負責承辦巡迴展之首展，此屆為台南市負責。
- 1984年第38屆省展，十九縣市之最後巡迴展區係澎湖縣馬公市，因澎湖輪失事，所載運之作品全數沉沒，美術品開始投保。
- 1985年12月「全省美展四十回顧展」於台北市立美術館舉行。
- 1999年，精省作業啟動，臺灣省立美術館改制為國立臺灣美術館並封館整修，第五十四屆省展移由精省後之臺灣省政府文教組(文化科)承辦。
- 2002年8月15日在省政資料館舉辦「全省美展發展趨勢研討會」，由「全省美展永久免審查作家協會」理事長許文融策劃，分「功能與目的、評審與參賽、」三組討論，共91位藝術界專家學者、省展參與者出席。
- 2006年，臺灣省政府文教組承辦第六十屆省展，也是最後一屆，並同時舉辦「省展一甲子文獻史料蒐集整理計畫」，訪視全島28位前輩美術家，訪談記錄及相關文獻彙整出版為《省展一甲子紀念專輯》。
- 2008年，省展轉型為「臺灣美術雙年展」，由國美館承辦。
- 2011年，省展原有之每年度藝術選拔之精神，與全國美術展覽會之國家級性質，整合後更為「全國美術展」，改變審查機制與策展方向，亦由國美館負責。

## 評審分部
- 1946年，分國畫部、西畫部、雕塑部
- 1966年，國畫部分為兩部，第一部為直式卷軸；第二部為裝框，但仍合併評審
- 1967年，增設書法部
- 1971年，增設攝影部
- 1974年，分西畫部為油畫部與水彩畫部，並增設版畫部與美術設計部；另取消國畫第二部
- 1983年，增設膠彩畫部
- 1985年，增設篆刻部
- 1993年，美術設計部分為工藝部與視覺設計部

## 相關著作
- 林秋蘭 整理，《台展、府展、省展---老畫家談今昔》，1978年1月
- 雄獅美術月刊社，〈展望「省展」新紀元座談會記錄〉，《雄獅美術》，1979年3月
- 林惺嶽，〈台灣美術運動史---第三章戰後復甦 楊三郎與台灣美術運動〉，《雄獅美術》，1985年10月
- 台灣省立美術館，〈歷屆全省美展展覽地點、時間一覽表〉，《全省美展五十年回顧展專集》，1995年10月25日
- 台灣省政府教育廳，《全省美展四十年回顧展專集》，1985年10月25日
  - 林清江，〈全省美展四十年之回顧〉，《全省美展四十年回顧展專集》
  - 楊三郎，〈回首話省展〉，《全省美展四十年回顧展專集》
  - 陳慧坤，〈省展的回顧與前瞻〉，《全省美展四十年回顧展專集》
  - 林玉山，〈省展四十年回顧感言〉，《全省美展四十年回顧展專集》
- 賴淑姬，〈台灣名畫在精省中流失〉，聯合報，1998年7月6日
- 鄭乃銘，〈審不審 唇舌戰---省美展也該反省了!〉，自由時報，1999年1月26日
- 許正宗：〈見證一段不確定而又勇往直前的時代－以行政思維探討精省後(1999-2006)省展競展制度的調變〉《省展一甲子紀念專輯》，臺灣省政府，2006。
- 台灣省政府，〈一甲子美術界訪談記實〉，《省展一甲子紀念專輯》。
  - 台灣省政府，《省展一甲子紀念專輯》，2006年。
- 許正宗：〈台灣美術長流－省展續辦之意義與價值〉，《台灣省展書法風格四十年流變》，文津，2009年。
- 許正宗：〈藝苑屐痕－省展一甲子文獻史料蒐集整理計畫執行概述〉，《2006-2007臺灣省政紀要》。
  - 台灣省政府，《2006-2007臺灣省政紀要》，2008年。